# 古斯塔夫·兰奇纳
古斯塔夫·兰奇纳（德語：Gustav Lantschner，1910年8月12日—2011年3月19日），德国男子高山滑雪运动员。他曾代表德国参加1936年冬季奥林匹克运动会高山滑雪比赛，获得男子全能银牌。